# 梅塞 (松德里奥省)
梅塞（義大利語：Mese），是意大利松德里奥省的一个市镇。总面积4平方公里，人口1731人，人口密度432.8人/平方公里（2009年）。国家统计（ISTAT）代码为014043。